# Термінологія готельно-ресторанної справи

Готельно-ресторанна індустрія

Термінологія готельно-ресторанної справи — це система спеціальних термінів, що використовують для позначення процесів, явищ, послуг, обладнання тощо, характерних для індустрії гостинності (готельного й ресторанного бізнесу).

## Історія формування української готельно-ресторанної термінології
У період розвитку індустрії туризму з'явилася потреба в номінації спеціальних понять, якими послуговуються у сфері гостинності, особливо для обслуговування туристичних груп із-за кордону. Відтак, було сформовано сприятливі умови для розвитку та систематизації понять готельно-ресторанного бізнесу. Термінолексика готельно-ресторанної справи утворилася на базі продуктивного використання міжнародних терміноелементів. Явище запозичення в досліджуваній термінології пояснюється взаємодією фахівців готельно-ресторанної справи та туризму різних країн і спільною розробкою конкретних проблем, що викликало потребу в зближенні відповідних термінологій. Особливо в сучасній готельній термінолексиці помітна тенденція до запозичення мовних одиниць з англійської мови, що пояснюється тим, що на момент появи туристичних фірм в Україні був відсутній термінологічний апарат для рекламування туристичного продукту, що, зокрема, включав реалії, які були відсутні в українському середовищі. Відтак набуло поширення запозичення англійського термінологічного пласту лексики, так як йому притаманний інтернаціональний характер з огляду значної поширеності зазначеної мови у сфері туристичних послуг.
Термін «готель» виник у XVIII столітті. (Франція). Спочатку готелем іменували багатоквартирну будівлю, у якій квартири здавали на певний проміжок часу. Незабаром ця термінна одиниця набула широкого поширення і в Америці. Поряд із цим терміном у світовій практиці також широко застосовують міжнародне поняття отель, що походить від французького слова «хотел».

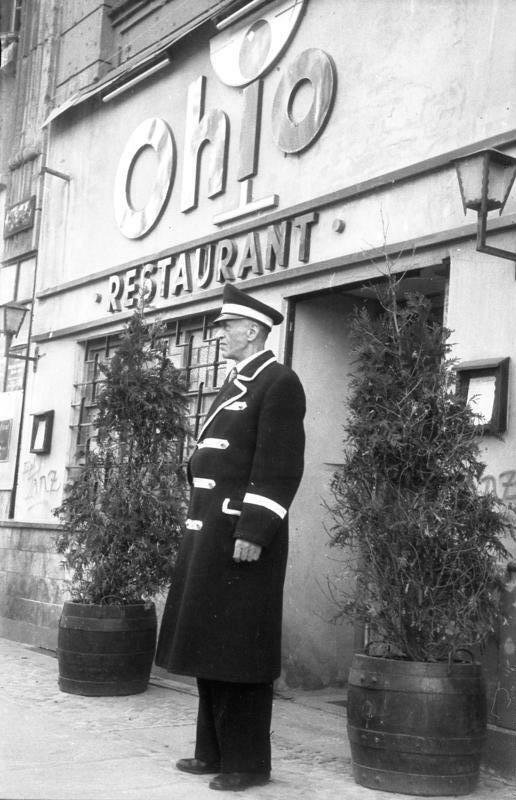

З появою готелів в українську мову ввійшов французький термін портьє, через те що питоме українське слово служник недостатньо чітко вказувало б на сферу діяльності цієї особи. Термін швейцар, що слугує для номінації працівника готелю, який здійснює чергування біля вхідних дверей, запозичений у XVIII ст. з німецької мови (schweizer). Напочатку ця термінна одиниця мала значення «житель Швейцарії», проте поступово з найменування етнічної приналежності цей термін став назвою професії. Термінна одиниця консьєрж, що вживається паралельно з терміном швейцар, французького походження (фр. concierge) та спочатку слугувала для номінації працівників, в основні обов'язки яких входила охорона будинку (замку, помістя), а також підтримування його в належному стані. В Україні цю терміноодиницю почали вживати тільки в пострадянський період для позначення працівників індустрії гостинності, які працюють в готелях або багатоквартирних житлових будинках, в обов'язки яких входило не тільки контроль за входом та виходом у приміщення, а й також надання мешканцям певних послуг.
Історія розвитку гостинності в Україні нерозривно пов'язана з історією прадавнього слов'янства, адже для слов'ян, так само як і для греків і римлян античного світу, постать мандрівника була священною, а гостинність — почесним обов'язком. Багато дослідників відносять появу терміна гостинність з поняттям хоспис (hospice — ст.-фр.) — «странноприйомний будинок», «притулок для мандрівників», яке своєю чергою наслідує давньогрецьку назву «хоспітеліум» та римську «хоспітеум» (hospiteum) — «заїжджий двір», «притулок для подорожніх». Термін гостинність увели в науковий обіг європейські експерти конфедерації національних асоціацій готелів і ресторанів (ХОТ-РЕК), яку було утворено 1982 року. Також готельно-ресторанна справа базується в наданні різноманітних послуг своїм клієнтам, тому варто зосередити увагу на понятті готельна послуга. За визначенням О. О. Любіцевої, послуга — це цілеспрямована діяльність, результати якої мають прояв в корисному ефекті. Термін послуга вперше в науковий обіг увів Ж. Б. Сей у праці «Graite d'Economic Politique» (1803 р.).
Витоки готельно-ресторанний бізнесу в Україні сягають ХІІ–ХІІІ ст., у період стрімкого економічного та політичного розвитку Київської Русі й вигідному географічному положенню та культурним і релігійним зв'язкам з іншими країнами. Серед перших закладів гостинності в Київській Русі були постоялі двори, розташовані один від одного на відстані кінного переходу, які тут називали ямами (XIII—XIV ст.). Будинки, у яких зупинялись заїжджі купці («гості»), називались «гостинними» або «заїжджими» дворами. Звідси й беруть свої витоки українські готелі.
У містах та інших поселеннях віддавна відкривали корчми (шинок, заїзд, де продавали спиртні напої), куди приходили не тільки поїсти й випити чогось міцного, а й засідали земські суди, оголошували людям найважливіші новини. У деяких регіонах корчми називали шинками, які фактично були аналогами сучасних ресторанів.
Ще одним закладом харчування, в якому подавали насамперед алкогольні напої, були кнайпи. Цей аналог кафе або невеликого ресторану набув особливого поширення у Галичині, зокрема Львові. Пізніше міцні напої було дозволено пити тільки опричникам, і для цього побудували особливий будинок, який назвали кабак (заст. шинок). Згодом цей термін замінили на питний будинок. На зміну питним будинкам і шинкам пізніше прийшли трактири (будинок для зупинки та ночівлі проїжджих із шинком, де можна поїсти, випити; ресторан нижчого розряду; закусочна), які відігравали провідну роль у забезпеченні населення їжею й напоями як у містах, так і в сільській місцевості. Згодом почали виникати нові заклади: кав'ярні (невеличкий ресторан, де подають відвідувачам каву, чай, закуски тощо), цукерні (діал. кондитерська), кафе (те саме, що кав'ярня).
Найпоширенішим на сьогодні сучасним поняттям закладу харчової промисловості є термін ресторан, який запозичений із французької мови у ХІХ ст. Цей іменник походить від французького дієслова restaurer — відновлюватись. «Батьком» сучасного ресторану вважають парижанина М. Буланже, який тримав цілодобову таверну. Головною стравою, яку подавали відвідувачам, був суп, який мав назву restorantes (у перекладі з французької — той, що відновлює сили), звідси й пішла сучасна назва закладу.
Мережа готельно-ресторанних закладів в Україні набула інтенсивного розвитку лише наприкінці XIX ст., чому посприяли такі чинники, як економічне зростання, розвиток транспортної інфраструктури, зв'язки з європейськими країнами. Відкриття регулярного залізничного сполучення стало значним поштовхом до розбудови готелів, що спричинило чимале збільшення кількості мандрівників, які прибували до Києва.
На сучасному етапі сфера готельного й ресторанного бізнесу є однією з основних складових індустрії туризму в Україні, що розвивається швидкими темпами й поповнюється новими поняттями. Сучасна термінологія готельно-ресторанної справи охоплює різноманітні сфери, від типів номерів і видів обслуговування до назв професій, що допомагає закладам гостинності підтримувати високий рівень обслуговування та впізнаваність у різних культурах і країнах.

## Типологія готельно-ресторанних термінів
- міжгалузеві терміни, наявні у споріднених або віддалених галузях (туризму, торгівельної справи, промислової справи, сфери організації дозвілля, транспортної сфери, галузі харчування, географії тощо). Наприклад, термін «стандарт» у юридичній термінології має значення «нормативний документ, заснований на консенсусі, прийнятий визнаним органом, що встановлює для загального і неодноразового використання правила, настанови або характеристики щодо діяльності чи її результатів, та спрямований на досягнення оптимального ступеня впорядкованості в певній сфері[12]»; натомість у термінології готельно-ресторанної справи розвиває значення «номер, що складається з однієї житлової кімнати та повного санвузла; розрахований на проживання 1-2 осіб[13]». Найбільш спорідненою до термінології готельно-ресторанної справи є галузь туризму, з якою у досліджуваної терміносистеми є найбільше спільних термінів. Наприклад: тур, віза, клієнт, туристичний клас, намет, караванний туризм, трансфер, шведський стіл, студія та ін.
- вузькогалузеві терміни — терміни, які вживаються лише в галузі готельно-ресторанного бізнесу. Наприклад: технологія готельного обслуговування, імідж готельного комплексу, спеціалізація ресторанів, готельний ланцюг тощо.

За структурою готельно-ресторанні терміни можна поділити на:
• Терміни, виражені однією лексемою. Наприклад: рецепція, готель, лобі, ресторан, десерт, бариста, хостел.
• Словосполучення — терміни, що складаються з кількох слів, які разом утворюють єдине поняття. За структурою можна виокремити двокомпонентні словосполучення (двомісний номер, шведський стіл, обслуговування номерів, столове приладдя), трикомпонентні словосполучення (система «перший офіціант», аналогічні об'єкти розміщення, економ другої категорії) та багатокомпонентні словосполучення (двомісний номер з одним двоспальним ліжком, вільний продаж послуг об'єктом розміщення, франкфуртська таблиця зі зниження цін на поїздки).
• Абревіатури — скорочення, які часто використовують у професійному середовищі. Наприклад: «DBL» (двомісний номер), «FB» (повний пансіон), «HB» (напівпансіон).

## Способи творення термінів готельно-ресторанної індустрії
Суфіксація є одним із найпоширеніших засобів утворення термінів у готельно-ресторанній сфері.
1. Зокрема, за допомогою суфікса -к(а) утворюються іменники на позначення осіб жіночої статі від іменників — назв осіб чоловічої статі: турист — туристка, клієнт — клієнтка, відвідувач — відвідувачка;
2. суфікса -ар використовується для означення особи певної професії: швейцар, шеф-кухар;
3. за допомогою суфікса -ач утворюються іменники на означення особи носія чинності при дієслівних коренях: відвідувач, споживач;
4. віддієслівні іменники зі значенням дії або процесу творяться суфіксами -анн-я, -енн-я, -ац-ія: анулювання, бронювання, замовлення, розміщення, резервація, ануляція.

Синтаксичний спосіб — це спосіб створення термінів на основі вживання словосполучень. Приклади таких термінів: двомісний стандарт, обслуговування номерів, шведський стіл тощо.
Спосіб іншомовних запозичень — терміни, запозичені з інших мов, особливо з англійської, французької та італійської. Наприклад: рецепшн (англ. reception), котедж (англ. cottage), кейтеринг (англ. catering від cater — «постачати провізію»); буфет (від фр. buffet), а ля карт (фр. à la carte — згідно меню), консьєрж (фр. concierge); капучино (італ. cappuccino), еспресо (італ. espresso); шнапс (нім. Schnaps), штрудель (нім. Strudel). Ці запозичення сприяють збагаченню термінології готельно-ресторанної справи та полегшують комунікацію в міжнародному середовищі, роблячи її більш зрозумілою і впізнаваною для гостей з різних країн.
Варто зауважити, що англомовна термінологія туризму розвинена набагато краще, ніж українська, що пояснюють екстралінгвістичними чинниками, які вплинули на виникнення та розвиток туризму в світі та в Україні. Навіть якщо існує український відповідник англомовного терміна, фахівці сфери туризму та користувачі її послуг застосовують іншомовне слово, що надає, на їхню думку, спілкуванню в туризмі більшої престижності. Наприклад, користувачі туристичних послуг, так само як і студенти, широко вживають англомовний термін «all inclusive», а не український відповідник «все включено», вибираючи тип розміщення в готелі.

## Лексико-семантична організація української термінології готельно-ресторанної справи
Українська термінологія готельно-ресторанної індустрії відзначається добре розвиненою лексико-семантичною організацією. У системі досліджуваних термінів знаходять свій вияв явища гіперо-гіпонімії, синонімії та антонімії.
Серед синонімів прослідковується функціонування таких пар як іншомовний термін — український відповідник: бізнес-ланч (англ. business lunch — діловий обід) — діловий обід; гарнір (фр. garnir — прикрасити, наповнити) — доповнення; дегустація (лат. degustātio — проба, ознайомлення) — куштування; клієнт (лат. cliēns (-ntis) — залежна людина) — замовник; ланч (англ. lunch — обід) — обід; резервація (лат. reservatio — збереження) — замовлення; таця (пол. taca піднос) — піднос; циклічне меню (лат. cyclus — коло, фр. menu — обмежена кількість страв) — повторюване меню; візитер (фр. visite «відвідини») — відвідувач, резервація (лат. reservo — зберігаю) — замовлення та ін.
Ще одним семантичним відношенням, властивим досліджуваній термінології, є антонімія, що базується на протилежності об'єктів або їхніх ознак. Антоніми займають вагоме місце в термінології, адже будь-яке явище, поняття, предмет сприймається глибше та яскравіше під час зіставлення чи протиставлення. В українській термінології готельно-ресторанного бізнесу помітна тенденція до переважання антонімних терміносполук (дата заїзду — дата від'їзду, ранній виїзд — пізній виїзд, час звільнення номера — час надання номера, орендовані засоби розміщення — неорендовані засоби розміщення, алкогольні напої — безалкогольні напої; гарячий цех — холодний цех; закуска холодна — закуска гаряча).
Про системність термінолексики готельно-ресторанної галузі найяскравіше свідчить розгалужена гіперо-гіпонімічна парадигма. За допомогою явища гіперогіпонімії структурується словниковий склад мови, на їх основі мовні одиниці об'єднуються в лексико-тематичні й лексико-семантичні групи і поля. Зокрема, термін-гіперонім "готель'' слугує для номінації колективного засобу розміщення, який має номерний фонд, службу приймання, інші служби, котрі забезпечують надання готельних послуг. Його понятійне поле вміщує значну кількість гіпонімів: готель-люкс, готель-резиденція, апартамент-готель, бізнес-готель, комерційний готель. Термін ''ресторан'' є гіперонімом щодо гіпонімів ресторан-гриль, ресторан люкс, ресторан першого класу, ресторан самообслуговування. Термін ''засіб розміщення'' зі значенням будь-який об'єкт, що регулярно або час від часу надає послуги з розміщення для ночівлі є родовим до видових термінів: аналогічні засоби розміщення, індивідуальний засіб розміщення, колективний засіб розміщення, орендовані засоби розміщення. Гіперонім ''номер'', що в складі готельної терміносистеми розвиває своє термінне значення як окремо вмебльоване приміщення, що складається з однієї або декількох кімнат, обладнаних для тимчасового проживання має такі видові поняття: економ-номер, багатомісний номер, номер «люкс», двомісний номер з одним двоспальним ліжком, номер першої категорії. Термін ''приладдя'' формує значну кількість гіпонімів: десертне приладдя, закусочне приладдя, приладдя столове, фруктові приладдя.

## Лексико-тематичні групи
У складі галузевої терміносистеми розглядаємо такі лексико-тематичні групи:
- пов'язані із готельним господарством:

1. Назви засобів розміщення: база відпочинку, ботокемпінг, гірський притулок, кемпінг, пансіонат, профілакторій, туристична база.
2. Назви дій та процесів, пов'язаних з готельною справою: анулювання, бронювання, виписування (виїзд) з готелю, відмова в бронюванні послуг, замовлення (резервація), обслуговування у номері готелю, передреєстрація, прибирання номера, реєстрація прибуття до готелю.
3. Назви осіб, пов'язаних з готельною галуззю: басбой, белмен, дворецький (батлер), консьєрж, покоївка, портьє, стюард, франчайзер, швейцар, хотельєр. 
У межах цієї групи можна виділити окрему підгрупу:
3.1. Найменування клієнтів, яким надають готельні послуги: відвідувач (візитер), екскурсант, клієнт (замовник), споживач.
4. Назви типів готелів: агроготель, акватель, ботель, готель-люкс, лотель, мотель, отель, санаторій, флотель, хостел (молодіжний готель).
5. Назви типів готельних номерів: апартаменти, багатомісний номер, вілла, дуплекс, номер «люкс», напівлюкс (студіо), одномісний номер, сюїт.
6. Назви тарифів/цінових категорій: агентські (конфіденційні) тарифи базові тарифи, групові тарифи, корпоративні тарифи, модифікований американський план, опубліковані тарифи, сезонні норми, туроператорські тарифи, тариф сімейний, тарифний план.
7. Назви структурних підрозділів готелю: адміністративна служба готелю, вестибюль готелю (хол, лобі), зал служби прийому, інженерні (технічні) служби готелю, служба кейтерингу, служба консьєржів, служба харчування готелю, служба прийому і розміщення, служба room-сервіс, служба готельного фонду.
8. Назви послуг готелю: валет-паркінг, валет-сервіс, віддалена підтримка, зустріч-проводи, кімнатний сервіс, пабліситі, послуга готельна, послуги готелю основні, послуги додаткові.
9. Назви систем харчування готелю: американський сніданок, англійський сніданок, все включено (all inclusive), експрес-сніданок, континентальний сніданок, напівпансіон, пізній сніданок, повний пансіон, розширений сніданок, сніданок з шампанським.
- пов'язані із ресторанним господарством:

1. Назви страв: праліне, карпаччо, крутон, салат, снек, антрекот, болоньєзе, жульєн, лазанья, равіолі.
2. Назви напоїв: глінтвейн, ігристі вина, пунш, кава по-ірландськи, кава по-мексиканськи, капучино, ройбуш, трав'яний чай.
3. Назви меню: карта вин, меню бенкетне, меню денного раціону, меню дитячого харчування, меню дю жур, статичне меню, циклічне меню.
4. Назви кухонного приладдя: кокільниця, марміт, таган, десертне приладдя, ложка фігурна, столове приладдя.
5. Назви прийомів: американський сніданок, континентальний сніданок, бізнес-ланч, прийом-вечеря, прийом-фуршет, кейтеринг, прийом-чай, кава.
6. Назви підприємств харчування: фреш-бар, повносервісний ресторан, фаст фуд, буфет, домова кухня, їдальня, кав'ярня, піцерія.
7. Назви процесів: вакуумне приготування, запікання, пасерування, смаження, транширування, тушкування, фламбірування, фрапірування.
8. Назви форм обслуговування: банкет з повним обслуговуванням, обслуговування двома офіціантами (віденська система), обслуговування за столиком, обслуговування з блюд, обслуговування на тарілках, меню «а ля карт», прес-бар, система «перший офіціант» («шеф де ранг»), фуршет.
9. Назви професій: бариста, бармен, вітольє, кап-тестер, офіціант, сомельє, тітестер, фумельє, шеф-повар.

## Дослідження термінології готельно-ресторанної справи
На сучасному етапі виявлено незначну кількість праць, які стосуються проблеми дослідження готельно-ресторанної термінолексики.
Одним із основних лексикографічних опрацювань терміносистеми сфери гостинності є «Словник готельно-ресторанних термінів» О. О. Вишневської, який містить терміноодиниці, які найчастіше застосовують у готельному та ресторанному бізнесі. Дослідниця відібрала найбільш вживані терміни та їх тлумачення українською мовою. Словник нараховує близько 500 термінів та складається з двох розділів.
Відомий також «Англо-український словник термінів сфери туризму», який налічує близько 6000 термінів та термінологічних виразів туристичної індустрії, готелярства, ресторанного сервісу та споріднених сфер. Призначений для науковців, керівників і практичних працівників органів управління, студентів які працюють у сфері туризму.
У 2021 році Видавництво Львівської політехніки видало «Словник готельно-ресторанних термінів» (https://vlp.com.ua/node/20411) Зазначена лексикографічна праця уміщує понад 800 понять і термінів, а також словосполучень, котрі використовують у готельно-ресторанній сфері. Видання призначене для студентів, аспірантів, науковців, спеціалістів галузі, а також для всіх, хто цікавиться готельною і ресторанною справами.
2023 р. вийшов друком словник-довідник «Технологія і організація готельного господарства» / О. П. Колонтаєвський. Праця містить найбільш розповсюджену та загальновживану лексику, що використовується в готельному бізнесі, подано її тлумачення в перекладі на українську мову. Видання містить необхідний навчально-довідковий матеріал і буде корисне здобувачам і викладачам у їх практичній діяльності.